# Cellebrite UFED
UFED («Универсальное устройство для извлечения криминалистических данных») — это серия продуктов израильской компании Cellebrite, используемых для извлечения и анализа данных с мобильных устройств правоохранительными органами.

## Линейка товаров
Cellebrite продает различные продукты серии UFED:
- Физический анализатор UFED;
- Логический анализатор UFED;
- Телефонный детектив UFED;
- Облачный анализатор UFED.

## Особенности
На устройстве UFED Touch можно выбрать извлечение данных и выбрать модель подключаемого телефона из широкого списка производителей. После завершения извлечения данных их можно проанализировать в приложении Physical Analyser
Физический анализатор Cellebrite UFED поддерживает следующие функции:
- Извлечение ключей (и цепочек ключей) устройства для расшифровки образов дисков, а также элементов связки ключей.
- Обнаружение паролей устройств, но не для всех заблокированных устройств.
- Атаки подбора паролей.
- Анализ и декодирование данных приложений.
- Генерация отчетов в форматах PDF и HTML.
- Копирование дампа исходной файловой системы для последующего анализа в других приложениях.

## История
В 2019 году фирма Cellebrite анонсировала новую версию UFED, а именно: UFED Premium. Компания заявила, что может разблокировать устройства iOS, в том числе работающие под управлением iOS 12.3, и телефоны Android, такие как Galaxy S9.

## Перепродажа продукции (чёрный рынок)
Фирма Cellebrite не разрешает перепродажу своих товаров. Первоначальная цена продукта составляет около 6000 долларов США, но на eBay они продаются примерно за 100 долларов США. Некоторые устройства, которые были перепроданы, все ещё содержали данные об уголовных расследованиях.

## Безопасность
Фирма Cellebrite опубликовала в 2020 году сообщение о том, что она взломала приложение для обмена зашифрованными сообщениями Signal. На самом деле, она не взломала зашифрованный протокол, а всего лишь нашла, где на телефонах хранятся ключи приложения Signal. Затем это сообщение Cellebrite удалила. В ответ автор приложения Signal Мокси Марлинспайк приобрёл устройство UFED и проанализировал его. В 2021 году Мокси Марлинспайк опубликовал в блоге Signal подробное описание ряда уязвимостей в программном обеспечении UFED и Physical Analyser компании Cellebrite. Эта уязвимость позволяла выполнять произвольный код при запуске приложений на компьютерах с операционной системой Windows.
Один из эксплойтов, который он подробно описал, заключался в том, что если «подсунуть» UFED специально отформатированный файл при сканировании телефона, то это затем заставит выполнить произвольный код на том устройстве, которое запустит UFED. Марлинспайк написал, что код затем может изменить не только отчет Cellebrite, созданный при этом сканировании, но также «все предыдущие и будущие созданные отчеты Cellebrite» со всех ранее сканированных устройств и всех будущих сканируемых устройств любым произвольным способом". Марлинспайк также обнаружил, что программное обеспечение Cellebrite было связано с устаревшей FFmpeg DLL библиотекой 2012 года, после которой было выпущено более 100 обновлений безопасности. Он также отметил, что пакеты установщика Windows получены из установщика Windows для iTunes с цифровым сертификатом Apple, что вызывает вопросы относительно нарушения копирайта. Фирма Cellebrite в ответ заявила, что компания «стремится защитить целостность данных наших клиентов, и мы постоянно проверяем и обновляем наше программное обеспечение, чтобы предоставить нашим клиентам лучшие доступные решения в области цифрового интеллекта».
Заявление Марлинспайк подняло вопросы о целостности данных, извлеченных с помощью программного обеспечения UFED, и побудило Cellebrite исправить некоторые уязвимости, обнаруженные Signal, и прекратить полную поддержку анализа iPhone.